# Macdunnoughia aestiva
Macdunnoughia aestiva är en fjärilsart som beskrevs av Krulikovski. Macdunnoughia aestiva ingår i släktet Macdunnoughia och familjen nattflyn. Inga underarter finns listade i Catalogue of Life.